# Hellboy: The Troll Witch and Others
Hellboy: The Troll Witch and Others é uma revista em quadrinhos norte-americana criada por Mike Mignola e publicada pela editora Dark Horse Comics, em outubro de 2007. O personagem principal é o super-herói Hellboy, na sétima edição. Contém várias mini séries, one-shots e back-ups do detetive paranormal Hellboy.